# Zoco Al-Qaisariya
El zoco Al-Qaisariya (en árabe: سوق القيسارية‎, souk al-Qissariya), también llamado «zoco del oro» (en árabe: سوق الذهب‎, souk ad-Dahab), es un antiguo mercado (zoco) cubierto del centro de la ciudad vieja de Gaza. Localizado a proximidad de la Gran Mezquita de Gaza, su origen remonta al siglo XIV. Tradicionalmente en el mercado abundaban los orfebres y al-Attaris (vendedores de especias), pero más adelante, antes de octubre de 2023, se convirtió en un mercado dedicado a las joyas.
Durante los tres primeros meses de la guerra Israel-Gaza de 2023-2025, el mercado fue alcanzado por dos bombardeos israelíes que le causaron importantes daños, seguidos por un brutal ataque en julio de 2024 que lo destruyó por completo.

## Localización
El mercado se encuentra en el centro de la ciudad de Gaza (Franja de Gaza), en el extremo sur de la Gran Mezquita, junto a la calle principal Omar Mukhtar. Su proximidad a la Gran Mezquita y otros mercados del centro de la ciudad como el zoco Al-Zawiya o el caravasar Khan al-Zayt, demuestra la importancia que tuvo en el pasado.

## Descripción
Fue uno de los últimos mercados longitudinales de la región, un estilo arquitectónico único. Se accede al mercado por dos grandes puertas, en sus lados oriental y occidental. La puerta oriental es de estilo mameluco, rematada con arcos redondeados y apuntados decorados con piedras de mármol en colores blanco y terracota. Las puertas conducen a un estrecho pasillo de unos 60 metros de largo y 3,2 metros de ancho, con 44 pequeñas tiendas a ambos lados. Este callejón está cubierto por una bóveda de cañón apuntado con aberturas que proporcionan luz natural y ventilación. En el centro del callejón hay una cúpula octogonal, que define un importante eje perpendicular al callejón del zoco y a la entrada sur de la mezquita Al-Omari.
Al-Qaisariya da trabajo directo a 120 familias y ofrece decenas de oportunidades para la artesanía relacionada con la joyería, e industrias creativas como la música, la fotografía y el cine. Alrededor de 20% de los propietarios de las tiendas son cristianos.

## Historia
Al-Qaisariya se construyó en el siglo XIV como parte del pórtico sur de la Gran Mezquita Omari, construida por el sultán mameluco Al-Nasir Muhammad ibn Qalawun (1285-1341) en 1329. La puerta este de acceso al mercado era también una puerta histórica de entrada a la ciudad vieja.
El centro histórico de la ciudad vieja de Gaza fue bombardeado durante la Primera Guerra Mundial. El mercado sufrió destrozos, sobre todo la puerta oriental, y se restauró durante el mandato británico bajo los auspicios del Consejo Supremo Islámico. En el siglo XXI, el zoco ha sido objeto de una restauración entre 2020 y agosto de 2023. El Proyecto de Preservación del zoco de Al-Qaisariyya, dirigido por el Ayuntamiento de Gaza, organizaciones de la sociedad civil como Riwaq e instituciones académicas, tenía como objetivo restaurar la integridad estructural y estilística del zoco.